# Brenneke
Brenneke est un fabricant d'armes et de munitions allemand, dont le siège est à Langenhagen en Basse-Saxe.